# Gemelliporella inflata
Gemelliporella inflata är en mossdjursart som beskrevs av Osburn 1952. Gemelliporella inflata ingår i släktet Gemelliporella och familjen Gemelliporellidae. Inga underarter finns listade i Catalogue of Life.